# 福里斯特梅多斯 (加利福尼亞州)
福里斯特梅多斯（英語：Forest Meadows）是位於美國加利福尼亞州卡拉韋拉斯縣的一個人口普查指定地區。

## 地理
福里斯特梅多斯的座標為38°10′05″N 120°24′20″W / 38.16806°N 120.40556°W，而該地最高點為海拔高度1029米（即3376英尺）。

## 人口
根據2010年美國人口普查的數據，福里斯特梅多斯的面積為14.647平方千米，當中陸地面積為14.647平方千米，而水域面積為0.000平方千米。當地共有人口1249人，而人口密度為每平方千米85人。